# Alphonse Humbert
Pour les articles homonymes, voir Humbert.
Alphonse Jean Joseph Humbert, dit Alphonse Humbert, né le 21 février 1844 à Paris et mort le 27 décembre 1922 dans la même ville, est un journaliste, militant blanquiste sous le Second Empire puis membre de la Commune de Paris au cours de laquelle il participe, avec Maxime Vuillaume et Eugène Vermersch, à la rédaction du journal Le Père Duchène. Sous la Troisième République, il devient homme politique radical-socialiste puis nationaliste et antidreyfusard.

## Biographie
Alphonse Humbert est le fils de Jean-Baptiste Humbert (1810-1859), dégustateur puis éditeur d'estampes, et d'Adélaïde Lebedel (1815). Une fois ses études terminées, il est employé pendant quelque temps à la pharmacie Raspail, puis se tourne vers le journalisme. Il se signale rapidement comme blanquiste et comme un opposant au Second Empire, écrivant dans un très grand nombre de journaux d'opposition comme "La Marseillaise" de Henri Rochefort ou au "Journal du Peuple". En 1867, il est arrêté avec Charles Longuet, Gaston Da Costa et d'autres militants blanquistes pour avoir crié "Vive Garibaldi !", place de l’Hôtel de Ville, sur le passage de Napoléon III et de l’empereur d’Autriche.

### La Commune de Paris et le "Père Duchène"
En janvier 1871, il signe l'Affiche rouge et rejoint la Commune de Paris. Durant l'insurrection, il participe à la rédaction du journal "Le Père Duchène" avec les Maxime Vuillaume et Eugène Vermersch. Après l'entrée des troupes Versaillaises dans la capitale, Humbert est arrêté et comparaît le 20 novembre 1872 devant le 3e conseil de guerre. Durant le procès, on lui impute la rédaction d'articles injurieux et méprisants ainsi qu'une complicité supposée dans la destruction de la Colonne Vendôme. En définitive, il est condamné aux travaux forcés à perpétuité au bagne de Nouméa (Nouvelle-Calédonie) tandis que Vermersch et Vuillaume sont condamnés à la peine de mort.

### Le retour en France

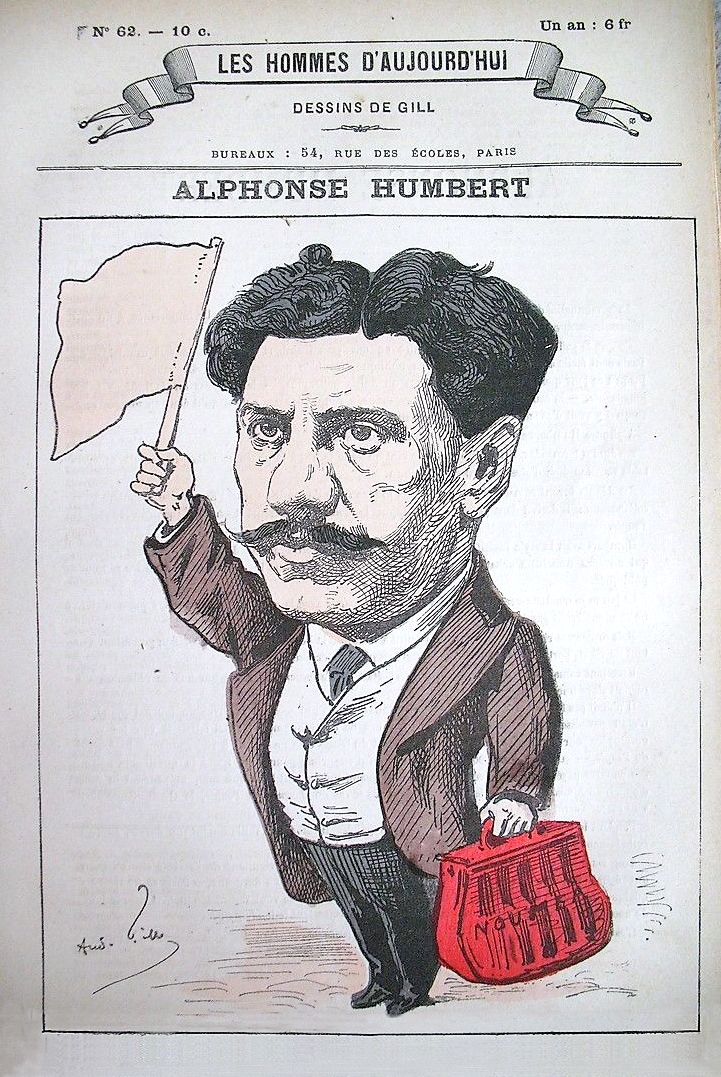
Caricature par André Gill évoquant le retour en France de Humbert depuis Nouméa.

En 1879, il est gracié notamment grâce à Georges Clemenceau et épouse, la même année, Laure Le Pelletier de Bouhélier, sœur de Edmond Lepelletier, avec laquelle il aura quatre enfants dont une fille.
En 1886, il devient conseiller municipal de Paris (Grenelle) et président du Conseil municipal de Paris en 1893.
Il est député de la Seine (1893-1902), désormais d'orientation radical-socialiste.
Il disait : « Le meilleur des gouvernements est celui qui gouverne le moins ».
Il meurt à son domicile 29 boulevard Jules Ferry dans le 11e arrondissement de Paris le 27 décembre 1922
La place Alphonse-Humbert dans le 15e arrondissement de Paris est ouverte en 1931 en hommage.
En 1879, il épouse Laure Le Pelletier de Bouhélier (née en 1852), sœur d'Edmond Lepelletier (1846-1913), quatre enfants dont une fille survivante : Lucile, épouse Joseph Gaston Selz, compositeur de musique, et postérité.

## Sources
- « Alphonse Humbert », dans le Dictionnaire des parlementaires français (1889-1940), sous la direction de Jean Jolly, PUF, 1960 [détail de l’édition]